# Památník královské přísahy
Památník královské přísahy je drobná památka v Jihlavě, umístěná nedaleko Pražského mostu na levém břehu řeky Jihlavy na Královské louce a je chráněna jako nemovitá kulturní památka.

## Historie
Vznikl v roce 1565, nechali jej vybudovat představitelé města jako připomínku slavnostní přísahy rakouského arcivévody a nového českého krále Ferdinanda I. Habsburského, která se konala na někdejší Císařské louce u Dlouhého mostu na česko-moravské hranici dne 30. ledna 1527. Zde na něj při cestě na korunovaci do Prahy čekala delegace českých stavů, které přísahal zachovat jak jejich svobody a výsady, tak celého Českého království. Vysochal jej nepříliš známý kameník Štěpán Tettelmayer. Návrší i ulice nad řekou byly poté pojmenovány jako Královský vršek.
Tento čtyřboký monument s trojúhelníkovým štítem, římsou a pilastry má na přední stěně výklenek, který chrání kovová mříž a který je vyplněn pozdně renesanční mramorovou deskou, na reliéfech je možné najít říšské jablko mezi dvěma korunami na horní římse a pod ním vykrajovaný štít s českým a uherským znakem a menším rakouským znakem ve středu. Dole stojí latinský nápis, připomínající přísahu krále.
Povodně tuto pamětihodnost několikráte poškodily, neboť se pro hodnověrnost nacházela přímo v záplavovém území. Opravy proběhly v letech 1640 a 1830, generální revize pak v roce 1859, kdy ji restaurátoři rozebrali, vyčistili a znovu sestavili. Pro ochranu byl vybudován nový, vyšší podstavec z přitesaných žulových kamenů a čtyři patníky, které pomník chrání před naplaveninami. Přidali tehdy také desku s německým nápisem o renovaci a doplnění pomníku. Další rekonstrukce následovala v roce 2001.